# CY Cergy Paris Université
CY Cergy Paris Université est un grand établissement public français créée le 1er janvier 2020. Elle dispense un enseignement en sciences, technologie, ingénierie et mathématique, ⁣sciences humaines et sociales et en droit.
Elle accueille 26 000 étudiants en 2021. CY Cergy Paris Université devient un grand établissement en 2025.

## Historique
L'université est créée par décret le 1er janvier 2020 par l'union de l'université de Cergy-Pontoise, de l'École internationale des sciences du traitement de l'information et de l'ancienne COMUe Paris Seine . Elle intègre également deux établissements, l'Institut libre d'éducation physique supérieur (ILEPS) et l'École pratique de service social (EPSS).
Elle est à l'origine du programme CY Alliance qui rassemble treize établissements d'enseignement privés et publics de l'ouest parisien.
Elle est membre du projet CY Initiative reconnu par le gouvernement afin de favoriser la recherche et les échanges entre les partenaires, dont l'ESSEC.

## Enseignement
L'enseignement fondamental est dispensé autour d'UFR : faculté de droit, école de design, CY langues et études internationales, CY lettres et sciences humaines, CY « tech », économie et gestion, CY Tech Sciences et Techniques, et l'École de journalisme de Gennevilliers.
L'université dispose également d'un IUT, d'un institut de formation au professorat en partenariat avec l'Académie de Versailles, ainsi que d'un partenariat avec Sciences Po Saint-Germain-en-Laye et l'ESSEC. Un nouvel IUT doit ouvrir en 2024 avec des spécialités logistiques et transport, management des supply chain et techniques de commercialisation.
L'école de journalisme de l'université a rejoint les quatorze autres formations reconnues par la profession en mars 2025.

## Classement
Elle est classée à la 65e place nationale par le CWUR en 2022.

## Organisation

### Présidents
- François Germinet ; élu président de l'Université de Cergy-Pontoise en 2012 et réélu en 2016, il est élu le 24 mars 2020 premier président de CY Cergy Paris, mais démissionne au 1er janvier 2023[24],[25]
- Laurent Gatineau (élu en 2023)[1]